# أوزفالدو هورتادو
أوزفالدو هورتادو (بالإسبانية: Osvaldo Hurtado Larrea) (و. 1939 – م) هو سياسي، ومحام من الإكوادور .
تولى منصب رئيس الإكوادور، ونائب رئيس الإكوادور .

## مناصب وهيئات
أدار جامعة نيومكسيكو.